# Long Way Back
"Long Way Back" is een nummer van het Britse muziekduo Young Gun Silver Fox. Het nummer verscheen op hun debuutalbum West End Coast uit 2015. Op 19 mei 2017 werd het nummer uitgebracht als de vijfde en laatste single van het album.

## Achtergrond
"Long Way Back" is geschreven door groepslid Andy Platts en geproduceerd door het andere groepslid Shawn Lee. Het ontstond nadat Platts de instrumentale track helemaal zelf had gemaakt en dit naar Lee stuurde, die enkele delen verving om het beter te laten klinken. Platts vertelde dat het nummer veel voor hem betekent en dat het, bijna twee jaar na de uitgave van het album, tijd werd dat het op single werd uitgebracht. De zogeheten "wah & fuzz"-gitaar op het nummer werd gespeeld door Terry Lewis, die met Platts in de band Mamas Gun zit.
"Long Way Back" werd enkel in Duitsland uitgebracht als single, maar bereikte hier geen hitlijsten. In Nederland bleek het een populair nummer: het duo ontving veel promotie op NPO Radio 2 en het kwam aan het einde van 2017 binnen in de jaarlijkse Top 2000 die op dat station wordt uitgezonden.

## NPO Radio 2 Top 2000
Long Way Back stond alleen in 2017 in de NPO Radio 2 Top 2000, op plek 1696.